# Ойданич, Эра
Андрия «Эра» Ойданич (серб. Андрија "Ера" Ојданић / Andrija "Era" Ojdanić, родился 13 декабря 1947 в Високе) — югославский и сербский певец и танцор, исполнитель в жанре турбо-фолк. На эстраде выступает более 40 лет. Владелец ресторана «Эра» на Ибарской автомагистрали. Участник шоу «Большой брат».

## Дискография
- 1973 — Волео сам једну жену
- 1974 — Опрости ми због неверства
- 1974 — Рањено је срце моје
- 1974 — Немој да ме тражиш
- 1975 — Отишла си у свитању зоре
- 1975 — Године су моје прошле
- 1976 — Најдражи дан мог живота
- 1977 — У шали сам љубио
- 1977 — Шта је човек без вољене жене
- 1978 — Ја сам Ера Златиборац
- 1978 — Салома, богињо моја
- 1978 — Ти си тако хтела
- 1979 — Радо, лепа Радо
- 1979 — Ето мене после радне смене
- 1980 — Ја сам жењен све девојке знају
- 1980 — Најдража слика
- 1981 — Лако је теби мала
- 1982 — Ти си моја шљива ранка
- 1983 — Село моје, волим твоје име
- 1984 — Нисам мајстор да направим буре
- 1987 — Пиши шта је пила ћена плава
- 1989 — Ера с овог света
- 1990 — Успомене
- 1992 — Кажи мала
- 1997 — Трубац са Јелице
- 2000 — Само бол и успомене
- 2001 — Шмекер
- 2002 — Казанова
- 2003 — Паук